# Такахаси, Ибо
Такахаси Ибо (яп. 高橋伊望, 20 апреля 1888, Фукусима — 18 марта 1947) — вице-адмирал Императорского флота Японии.
Такахаси родился в 1888 году в префектуре Фукусима в православной христианской семье, его имя «Ибо» является японской транскрипцией имени «Иоанн». Его отец принадлежал к самурайской семье из Айдзу, был врачом. Такахаси Ибо в 1908 году окончил Кайгун хэйгакко, будучи 10-м в списке из 191 выпускника. После службы мичманом на крейсерах «Соя» и «Сума» он в 1910 году стал энсином на «Асаме». Потом он служил на эсминце «Нэнохи», додредноуте «Сикисима». В 1914 году он стал лейтенантом, служил на крейсере «Тонэ» и линкоре «Фусо».
В 1919 году, закончив Кайгун дайгакко, Такахаси Ибо стал лейтенант-коммандером и служил в качестве главного артиллериста на «Ивами». С августа 1923 по август 1925 был военно-морским атташе в Великобритании, в это время он получил звание коммандера. По возвращении он несколько лет прослужил офицером на крейсере «Тама», а с 1929 года стал капитаном крейсера «Тэнрю». В 1929 году, в качестве члена японской делегации Такахаси Ибо участвовал в Лондонской морской конференции. 30 ноября 1929 года он был произведён в капитаны.
С 1932 года Такахаси Ибо стал командиром крейсера «Атаго», с 1933 — «Кирисима». В 1935 году был произведён в контр-адмиралы и стал заведующим 2-го отдела Генерального штаба флота. В период работы в Генеральном штабе Такахаси стал приверженцем доктрины «Нансинрён», призывающей к продвижению Японии в районы Южных морей. 15 ноября 1939 года он был произведён в вице-адмиралы и назначен командующим Оборонительного района Мако.
Вскоре после начала Тихоокеанской войны Такахаси Ибо был назначен командующим 3-м флотом, вошедшим в состав Сил Южных морей. Этот флот был разделён на Восточное соединение вторжения и Центральное соединение вторжения, которые в январе-марте 1942 года приняли участие в захвате Нидерландской Ост-Индии. 10 марта 1942 года Такахаси Ибо был назначен командующим нового 2-го Южного экспедиционного флота, а месяц спустя — Флота Юго-Западного района. В ноябре 1942 года он был переведён в Японию, где стал главнокомандующим Морского района Курэ. В 1944 году вышел в отставку.

## Внешние ссылки
- Nishida, Hiroshi. "Imperial Japanese Navy, Takahashi, Ibo". Retrieved 9 March 2020.